# Hydriomena comstocki
Hydriomena comstocki là một loài bướm đêm trong họ Geometridae.